# 直罗镇
直罗镇，是中华人民共和国陕西省延安市富县下辖的一个乡镇级行政单位。1935年在此发生直罗镇战役。

## 行政区划
直罗镇下辖以下地区：
直罗村、安家川村、南家湾村、贺家坪村、马家湾村、宽坪村、真庄村、文家庙村、胡家坡村、姜家川村、新寨子村、屈家沟村、小河子村和药埠头村。